# Patricia Pérez (presentadora de televisión)
Patricia Pérez (5 de diciembre de 1973) es una actriz, presentadora y escritora española. Se dio a conocer en España, Estados Unidos y toda Latinoamérica por ser la copresentadora del exitoso programa de concursos de 1993, El Gran Juego de la Oca junto a Emilio Aragón y Lydia Bosch. También se dedicó a la medicina china y la nutrición en una consulta privada entre los años 2014 y 2017.

## Biografía
Natural de la parroquia de Valeixe en A Cañiza, comenzó su carrera en la TVG, presentando junto a Xosé Ramón Gayoso el programa Luar en septiembre de 1992. Al año siguiente (1993) es contratada por la cadena de televisión Antena 3 TV para copresentar el programa El Gran Juego de la Oca cuyo enorme éxito en muchos países que fue emitido terminó dándole fama y reconocimiento.
En 1995 se instala en Argentina durante dos años y medio. En este país rueda una película y colabora en varios programas de televisión.
En su regreso a España, trabaja para Telecinco en el espacio Emisión imposible y un año más tarde ficha por la cadena autonómica Telemadrid, en la que conduce, junto al periodista Víctor Sandoval, el programa de actualidad social Mamma mía, que se mantiene en pantalla hasta junio de 2004. Seguidamente trabajó de nuevo para Antena 3, en espacios como A la carta y El Supershow. Regresó a la cadena autonómica madrileña en 2006, para copresentar el concurso Metro a Metro (2006-2008) y el espacio de cámara oculta Bromas aparte (2006-2009).
En la década de 2000, concretamente desde 2003 compagina sus intervenciones en Telemadrid y Antena 3 con la presentación del concurso Memoria de elefante en Castilla-La Mancha Televisión. y continúa en ambas cadenas autonómicas durante un lustro.
En 2009 regresa a las televisiones de ámbito nacional, concretamente a Telecinco, asumiendo la riendas del programa Vuélveme loca junto a Celia Montalbán y posteriormente con Tania Llasera tras la marcha de Celia. Se mantiene al frente del programa durante dos años, hasta el 28 de diciembre de 2011, siendo sustituida por Jaime Bores.
En 2017 estrena en las mañanas del fin de semana de laSexta el programa Los Hygge, una pareja muy natural junto a su marido Luis Canut.
Patricia se ha especializado en nutrición ortomolecular, nutrigenética y nutrigenómica por la Universidad de Barcelona, ya dispone de cuatro libros lanzados al mercado en los que plasma sus amplios conocimientos en estas materias, también ha impartido conferencias sobre nutrición y alimentación saludable.  
Actualmente Patricia trabaja como consultora de nutrición y salud de forma presencial y en línea y lo combina con su labor como asesora de formulación en Laboratorios Mahen, además de su faceta como divulgadora en redes sociales en las que cuenta con más de 150000 seguidores.
En enero de 2024 se incorpora como colaboradora al programa de Ana Rosa Quintana, TardeAR, y en febrero se incorpora con la misma tarea a ¡De viernes, también de Telecinco.  

## Filmografía

### Películas
| Películas | Películas                               | Películas                 | Películas        |
| Año       | Título                                  | Personaje                 | Director         |
| --------- | --------------------------------------- | ------------------------- | ---------------- |
| 1995      | Dile a Laura que la quiero              | Elena                     | Papel secundario |
| 1997      | Al límite                               | Víctima                   | Papel menor      |
| 1997      | Matusalem II: le dernier des Beauchesne | Esperenza del Plata y Oro | Papel secundario |
| 2005      | Más allá de la memoria                  | Enfermera                 | Papel menor      |

### Series de televisión
| Series de televisión | Series de televisión    | Series de televisión | Series de televisión |
| Año                  | Título                  | Personaje            | Notas                |
| -------------------- | ----------------------- | -------------------- | -------------------- |
| 1997-1999            | La casa de los líos     | Rosi                 | 2 episodios          |
| 2002                 | Living Lavapies         | Michelle             | 1 episodio           |
| 2005                 | 7 vidas                 | Tamara               | 1 episodio           |
| 2007                 | C.L.A. No somos ángeles | Patricia             | 1 episodio           |

### Programas de televisión
| Programas de televisión | Programas de televisión           | Programas de televisión       | Programas de televisión |
| Año                     | Título                            | Canal                         | Notas                   |
| ----------------------- | --------------------------------- | ----------------------------- | ----------------------- |
| 1991-1992               | Coa miña xente                    | TVG                           | Azafata                 |
| 1992-1993               | Luar                              | TVG                           | Copresentadora          |
| 1993-1994               | El Gran Juego de la Oca           | Antena 3                      | Presentadora            |
| 1994                    | Nos vamos de vacaciones           | Antena 3                      | Colaboradora            |
| 1998                    | Mar a mar                         | TVG                           | Presentadora            |
| 2000                    | Emisión Imposible                 | Telecinco                     | Reportera               |
| 2001-2004               | Mamma mía                         | Telemadrid                    | Presentadora            |
| 2002-2003               | Xanadú                            | Telemadrid                    | Presentadora            |
| 2003                    | Megaéxito                         | TVG                           | Presentadora            |
| 2003-2008               | Memoria de Elefante               | Castilla-La Mancha Televisión | Presentadora            |
| 2004                    | A la carta                        | Antena 3                      | Copresentadora          |
| 2004                    | El Supershow                      | Antena 3                      | Presentadora            |
| 2006-2008               | Metro a Metro                     | Telemadrid                    | Presentadora            |
| 2006-2009               | Bromas aparte                     | Telemadrid                    | Copresentadora          |
| 2009-2011               | Vuélveme loca                     | Telecinco / La Siete          | Presentadora            |
| 2016                    | Yo si que como                    | FOX Life                      | Presentadora            |
| 2017-2018               | Los Hygge, una pareja muy natural | La Sexta                      | Presentadora            |
| 2022                    | Mundo Brasero                     | Antena 3                      | Colaboradora            |
| 2022                    | Lazos de sangre                   | TVE                           | Colaboradora            |
| 2024-2025               | Tardear                           | Telecinco                     | Colaboradora            |
| 2024-presente           | ¡De viernes!                      | Telecinco                     | Colaboradora            |